# Amédée Ozenfant
Amédée Ozenfant (Saint-Quentin, 15 april 1886 – Cannes, 4 mei 1966) was een Franse kubistische kunstschilder. In 1918 stond hij samen met architect Le Corbusier aan de basis van de kunststroming van het purisme.

## Leven en werk
Ozenfant werd geboren in een burgergezin en volgde onderwijs aan Dominicaanse scholen in San Sebastian (Spanje). Na te zijn geslaagd keerde hij terug naar Saint-Quentin en begon daar te schilderen met aquarel en pastelkrijt. In 1904 volgde hij een tekencursus bij Jules-Alexandre Patrouillard Degrave aan de École Municipale de Dessin Quentin Delatour van Saint-Quentin. Een jaar later toog hij naar Parijs om daar decoratieve kunst te studeren aan de Académie de la Palette, eerst met Maurice Pillard Verneuil en later met Charles Cottet. Hij raakte ook bevriend met Roger de La Fresnaye en André Dunoyer de Segonzac. In 1908 hield hij zijn eerste expositie in de Parijse Salon de la Nationale in Paris.
Van 1909 tot 1913 reisde hij door Rusland, Italië, België en Nederland en volgde hij lessen aan het Parijse Collège de France. Ook werkte hij in die tijd bij een architectenbureau. In 1910 hield hij een expositie in de Salon d'Automne en in 1911 in de Salon des Indépendants.
In 1915 richtte hij samen met Max Jacob en Guillaume Apollinaire het tijdschrift L’Elan (1915-1917) op, waarvoor hij artikelen schreef tot 1916, binnen welke periode hij zijn theorieën over het purisme begon te ontwikkelen. In 1917 ontmoette hij de Zwitserse architect en schilder Charles-Edouard Jeanneret (Le Corbusier) en samen met hem beschreef hij de doctrines van het purisme in hun gezamenlijke boek Après le cubisme dat hetzelfde jaar uitgegeven werd tijdens de eerste puristische tentoonstelling in de Parijse Galerie Thomas, waar Ozenfant zelf ook werken exposeerde. Van 1920 tot 1925 werkten Ozenfant en Le Corbusier samen voor het tijdschrift L'Esprit Nouveau.
In 1921 werd een tweede puristische tentoonstelling gehouden in de Parijse Galerie Druet, waarbij opnieuw werken van Ozenfant werden getoond. Vanaf 1924 dreef Ozenfant samen met Fernand Léger, Aleksandra Ekster en Marie Laurencin een kunstenaarsstudio in Parijs. In 1925 schreven Ozenfant en Le Corbusier vervolgens het boek La Peinture moderne en in 1928 publiceerde Ozenfant Art. In dit laatste boek, dat opmerkelijk kan worden genoemd vanwege de idiosyncratische en aforistische stijl, ging hij in detail in op zijn theorie over het purisme. In 1931 werd dit boek naar het Engels vertaald als The Foundations of Modern Art ("de grondslagen van de moderne kunst").
In 1929 begon Ozenfant les te geven aan de Académie Moderne, vanaf 1932 deed hij dit vanuit zijn eigen, door Le Corbusier ontworpen, l'Académie Ozenfant in Parijs. In 1936 verhuisde hij naar Londen, waar hij een jaar later in mei de Ozenfant Academy of Fine Arts oprichtte, vanwaaruit hij les gaf. In die tijd onderwees hij ook aan het Londense French Institute. In 1939 verhuisde hij naar New York, waar hij tot 1955 les gaf aan de Ozenfant School of Fine Arts in New York. Daarnaast hield hij lezingen in talrijke plaatsen in de Verenigde Staten. In 1955 keerde hij terug naar Frankrijk. Daar verbleef hij tot zijn dood in 1966 in Cannes.

## Ideeën over het purisme
In de vroege puristische manifesten werd kleur ondergeschikt bevonden aan de vorm hetgeen te zien valt in de nauwkeurige plaatsing van kleur ter versterking van onderscheidbare architectuurelementen door Le Corbusier in zijn werk van midden jaren 1920. Toen Ozenfant echter naar Engeland was verhuisd, had hij zijn ideeën over kleur echter verfijnd. De contouren van zijn ideeën hierover schetste hij in zes artikelen over dit onderwerp die hij schreef voor het Londense tijdschrift The Architectural Review. Kleur werd door hem nu gezien als een essentieel architectuurelement en niet meer als iets dat door de architect werd bedacht terwijl zijn werk reeds verrees. Kleur verandert altijd de vorm van het gebouw en moest daarom zorgvuldiger de aandacht krijgen. Of zoals hij het zelf beschreef:
We moeten proberen om een beetje orde te scheppen in deze zaken of in elk geval betekenis in een groot deel ervan. Maar wat is betekenis zonder orde? We moeten proberen om een soort methode te vinden waarbij we tot een soort van orde-een komen die ons op zijn minst in staat stelt om te ontsnappen uit deze vaagheid bij het ontwerp van kleur.
De gewijzigde ideeën van Ozenfant met betrekking tot het belang van kleur ontstonden deels door de invloed van kunstenaar Paul Signac en zijn theorieën over het divisionisme. Signac betoogde dat de neo-impressionistische techniek van het toepassen van penseelstreken de grootste helderheid, kleur en harmonie opleverde. In tegenstelling tot bij de technieken die werden gebruikt door de eerdere impressionisten bleven de vlakken met kleuren bij penseelstreken afzonderlijk zichtbaar, zich alleen vermengend wanneer gezien vanaf een afstand. In dit geval vindt er dus geen fusie plaats van de kleuren, een interactie die ook wel wordt aangeduid als “simultaancontrast”, een staat waarin kleuren elkaar alleen beïnvloeden door nabijheid. Deze techniek voorkomt de troebelheid of verdonkering die ontstaat wanneer kleurvlakken daadwerkelijk in elkaar overlopen. Het was de uitbreiding van deze techniek die door Ozenfant werd aanbevolen voor het bereiken van “soliteit van kleur” in de architectuur; het visueel veranderen van kleuren door hun contrast om zo de illusie van soliditeit te creëren.
Dit concept van “soliditeit” werd steeds belangrijker naarmate de aard van de moderne bouw veranderde, met name wanneer het ging om zaken als de lichtgewicht scheidingswand en de glazen vliesgevel (gordijngevel).

## Invloed op het gebruik van kleur in Britse scholen
In 1937 schreef Ozenfant:
Ik geloof dat er een enorme dienst zou worden verleend aan architecten, binnenhuisarchitecten, huisschilders ed. wanneer er een diagram zou worden vastgesteld dat speciaal aangepast is aan hun specifieke eisen. Dit diagram zou dan ongeveer een honderdtal kleurschakeringen kunnen bevatten.
De artikelen van Ozenfant over kleur werden met interesse gelezen, zoals door de studenten van de Architectural Association (AA), waaronder David Medd, die later de kleurnormen voor Britse scholen opstelde. Het effect van zijn woorden kan worden gezien in een aantal artikelen over kleur die in Engeland werden gepubliceerd kort na de Tweede Wereldoorlog. In de jaren 1950 schreef Medd dat ze een directe invloed hadden gehad op de decoratie van een aantal van de vroege naoorlogse scholen.

## Collecties
Ozenfants werk is onder andere te vinden in het Guggenheim Museum (New York), de Hermitage (Sint-Petersburg), de Honolulu Academy of Arts, het Kunstmuseum Basel, het Louvre (Parijs), het Museum of Modern Art (New York), Muzeum Sztuki w Łodzi (Łodz), de National Gallery of Australia (Canberra), het Philadelphia Museum of Art, het San Francisco Museum of Modern Art, de Tate Gallery (Londen) en het Walker Art Center (Minneapolis).